# Aeginopsis
Genre
Aeginopsis est un genre de narcoméduses (hydrozoaires) de la famille des Aeginidae.

## Liste d'espèces
Selon World Register of Marine Species (29 mars 2016), Aeginopsis comprend l'espèce suivante :
- Aeginopsis laurentii Brandt, 1838